# Pacsinc vára
Pacsinc vára (horvátul: Utvrda Bačkovica) egy vár Horvátországban, a Bilo-hegység területén.

## Fekvése
Bačkovica falutól nyugatra 500 méterre egy domb lejtőjének közepén állt.

## Története
A várat a Buchka (Bochka) nemzetség építtette, melyet 1271-ben említenek a csázmai káptalan egyik oklevelében, és amelynek birtokai a mai Nagypisznice, Ravneš és Brzaja térségében voltak. A vár ezek uradalmi központja volt, szerepe a török korban nőtt meg, amikor valószínűleg jelentősen megerősítették, erős fegyverzettel és őrséggel látták el. A vár a török háborúkban pusztult el, pusztulása talán Verőce várának 1552-es elestével függ össze. Azt követően ez a vidék mintegy száz évig lakatlan pusztaság volt.

## A vár mai állapota
A várnak mára alig maradt látható nyoma. A romok egykor a falutól nyugatra, mintegy ötszáz méterre egy domb lejtőjének közepén álltak. Kör alaprajzú volt, közepén egy téglából és kőből épített toronnyal vagy nemesi udvarházzal. Ezt kettős kör alakú sánc és kettős árok övezte. Kissé távolabb, mintegy 30 méterre egy harmadik árok is húzódott. Maradványai a kitartó mezőgazdasági művelés során semmisültek meg. Ivan Barešić belovári kutató 1938-ban végzett feltárást a vár területén. Ez alkalommal hat kisebb ágyút, egy vörösréz mozsárágyút és egy szablyát talált. 15. és 16. századi cseréptöredékek is előkerültek.